# ナフド
ナフド(En Nahud)はスーダン中部の砂漠にある町。西コルドファン州に所在している。西コルドファン州廃止時は北コルドファン州に所在していた。人口は66,184人（2008年国勢調査）。

## 交通
ナフド空港が所在している。